# Nadine Arents
Nadine Arents (n. 3 februarie 1982, Venn lângă Mönchengladbach) este o actriță și model playboy german. Arents termină dramaturgia în Köln. A jucat ulterior în diferite filme TV și piese de teatru ca: Gott ist tot, Materazzo!, Die Band und 100 Grad, Telenovela Lotta in Love, Alarm für Cobra 11 – Die Autobahnpolizei și Rote Rosen. În august  2008 poza ei va apare în revista germană Playboy. Din 2008 trăiește împreună cu actorul Roy Peter Link.